# 2098 Zyskin
2098 Zyskin је астероид главног астероидног појаса чија средња удаљеност од Сунца износи 2,423 астрономских јединица (АЈ).
Апсолутна магнитуда астероида је 12,5.